# Saturnia flaviocellatus
Saturnia flaviocellatus är en fjärilsart som beskrevs av Wild. Saturnia flaviocellatus ingår i släktet Saturnia och familjen påfågelsspinnare. Inga underarter finns listade.